# Lepidium stuckertianum
Lepidium stuckertianum là một loài thực vật có hoa trong họ Cải. Loài này được (Thell.) Boelcke mô tả khoa học đầu tiên.